# Nusantao
Le réseau de communication et d'échange de Nusantao (en anglais Nusantao Maritime Trading and Communication Network, litt. « réseau de commerce et de communications maritime des Nusantao ») est un concept suggéré en 1964 par l'anthropologiste américain Wilhelm Solheim pour essayer d'expliquer la diffusion de certains traits culturels dans l'ensemble de la région Asie-Pacifique durant sa période néolithique d'une manière qui ne semblait pas correspondre aux projections de la théorie des migrations. Il s'agit aujourd'hui d'une des théories importantes pour expliquer les débuts du peuplement de l'Asie du Sud-Est, bien qu'elle contredise celle de la « sortie de Taïwan » de Peter Bellwood, plus généralement acceptée.
Solheim suggère que « [si ces] éléments culturels avaient été diffusés par les migrations, cette diffusion aurait présenté une direction particulière. » Il suggère que puisque la diffusion culturelle dans la région Asie-Pacifique se déroule dans toutes les directions, il est probable qu'elle s'est produite par l'intermédiaire de réseaux commerciaux plutôt que par une série de migrations.
Dans l'hypothèse de Solheim, le peuple qui a constitué ce réseau commercial est appelé « Nusantao ».

« Je définis maintenant les Nusantao comme des indigènes d'Asie du Sud-Est et leurs descendants, avec dès leurs débuts une culture tournée vers la mer, ces débuts ayant probablement eu lieu dans le sud-est de l'Asie du Sud-Est insulaire vers 5000 ans avant notre ère, ou peut-être plus tôt.
La plupart des Nusantao parlaient probablement une langue pré-austronésienne ou apparentée, mais il y en avait sans doute aussi qui parlaient des langues non austronésiennes… Je n'ai pas considéré les locuteurs austronésiens non-maritimes comme des Nusantao. »

Le nom « Nusantao » est formé de deux éléments :
- nusa, qui dans plusieurs langues malayo-polynésiennes, dont l'indonésien et le javanais, signifie « île » (on le reconnaît sous la forme nosy dans le nom malgache de Nosy Be, « la grande île »)
- tao, qui dans de nombreuses langues de ce groupe signifie « personne » (on le trouve par exemple dans le nom Toraja, « les gens de l'amont », nom donné par les Bugis aux populations des montagnes de l'intérieur du sud de Célèbes en Indonésie)
- ces deux éléments sont reliés par un « n » de liaison, que l'on retrouve dans beaucoup de langues du groupe.

On peut supposer que Solheim voulait signifier « gens des îles ». Or dans les langues malayo-polynésiennes, le déterminant suit le déterminé, et « Nusantao » doit donc se comprendre comme « îles des gens ».